# Минимальный размер оплаты труда в Израиле
Минимальный размер оплаты труда в Израиле — законодательно установленный в Государстве Израиль минимум, применяемый для регулирования оплаты труда, а также для определения размеров пособий.
Минимальный размер оплаты труда регулируется «Законом о минимальной зарплате» (ивр. חוק שכר מינימום‎) от 1987 года (до этого он регулировался коллективным договором «Хескем кибуци»).
С декабря 2017 года месячная минимальная оплата труда в Израиле установлена в размере 5 300 шекелей, а дневной минимум установлен в размере 245 шекелей.

## История
Гистадрут выступал за то, чтобы зарплата регулировалась договором между работодателем и профсоюзами без государственного законодательного регулирования, однако бело-голубая фракция, ассоциированная с движением Херут, выступала за установку МРОТ, на что Гистадрут долго не соглашался, но в 1972 между Координационным бюро экономических организаций и Гистадрутом был подписан первый эскем кибуци соглашение о МРОТ, но в последующие годы исполнение затягивалась, пока в апреле 1987 Кнессет не принял Закон о минимальной зарплате. До принятия закона МРОТ был на уровне 39 % от средней зарплаты, после — 45 %. В апреле 1997 МРОТ был поднят до 47,5 % средней зарплаты, в соответствии с законопроектом депутата Тамар Гужански, при этом МРОТ стал индексироваться ежегодно в апреле с учётом надбавки за дороговизну. Принятый в 2002 хок ха-хесдерим (известен как Закон об экономическом регулировании/распределении бюджетных средств/хозяйственных регуляциях/бюджетном урегулировании/урегулировании народного хозяйства/координировании народного хозяйства) заморозил индексацию МРОТ и до 2005 та не проводилась, не считая 2,1 % повышения в январе 2003. В 1999 Амир Перец подал законопроект о повышении МРОТ до 70 % средней зарплаты, что стало главной темы его выборной кампании во время семнадцатых выборов в Кнессет. 1 июня 2006 МРОТ был установлен в 3585.18 новых шекелей (19.28 в час) для взрослых от 18 лет, а в апреле 2007 он был проиндексирован 19.95 в час. В 2008-9 годах МРОТ составлял 57 % от медианной зарплаты, один из лучших показателей в мире. 1 апреля 2011 МРОТ был проиндексирован до 3890.25, а в июле — до 4100 (22.04 в час), в октябре 2012 — 4300 (23.12) (при этом для лиц младше 16 он составил 17.40 в час, от 16 до 17 лет — 18.64, от 17 до 18 лет — 20.63). Подписанное в декабре 2014 Новым Гистадрутом и Президиумом бизнес-организаций установила повышение МРОТ до 5000 в 3 шага: 4650 с 1 апреля 2015, 4825 с 1 июля 2016, 5000 с 1 января 2017, что повысит МРОТ до 52 % от средней зарплаты, но не менее 5000 в месяц. 30 марта 2015 было подписано другое соглашение, по которому МРОТ составит 5300 с 12 января 2017.

## Проблемы получателей минимальной зарплаты
По исследованиям «Центра Адва», в то время как в 1994 году 27 % наемных работников получали зарплату ниже минимальной заработной платы, к 2002 году их число увеличилось до 31,7 %. Подавляющее большинство получателей минимальной заработной платы в Израиле составляют женщины. В деловом секторе в 1990—2009 годах количество работников, получающих минимальную заработную плату при почасовой работе, составляло около 17 %, тогда как при помесячной зарплате количество таких работников составляло 21 %.